# 1996 en Bretagne
 Chronologie de la Bretagne
- 1992
- 1993
- 1994
- 1995
- 1996
- 1997
- 1998
- 1999
- 2000

Cette page recense des événements qui se sont produits durant l'année 1996 en Bretagne.

## Société

### Décès
- 18 juin à Quimperlé (Finistère) : Émile Le Scanve dit Glenmor, auteur-compositeur-interprète, écrivain et poète.

## Culture

### Musique
- Dan Ar Braz & L'Héritage des Celtes représenté le France au Concours Eurovision de la chanson 1996, en chantant " Diwanit Bugale " (Que les enfants naissent), une chanson en langue bretonne. C'était la première fois que le breton était chanté à l'Eurovision, et la première fois depuis 1993 que l'entrée française n'était pas chantée en français.

## Sports
- Les Albatros de Brest sont champions de France de Hockey sur glace (saison 1995-1996)

## Infrastructures

### Constructions
- Le pont du Morbihan sur la Vilaine est inauguré près de La Roche-Bernard (Morbihan).